# Giuseppe Rebesco
Giuseppe Rebesco (Busto Arsizio, 26 agosto 1911 – Busto Arsizio, 1981) è stato uno scultore italiano.

## Biografia

### La formazione
Giuseppe Rebesco, di famiglia veneta, nasce a Busto Arsizio il 26 agosto 1911, dove il padre, anche lui artista, si era trasferito per lavorare alla decorazione della chiesa dei Frati Minori. 
Negli anni '20, ha frequentato per quattro anni l'Istituto Superiore di arti e mestieri dell'Umanitaria a Monza.
Dopo aver vinto una borsa di studio, entra alla Scuola del marmo dell'Accademia di Brera in Milano, 1927, allievo di Adolfo Wildt e contemporaneamente frequenta gli studi milanesi degli scultori Giannino Castiglioni ed Eugenio Pellini.

### Gli esordi

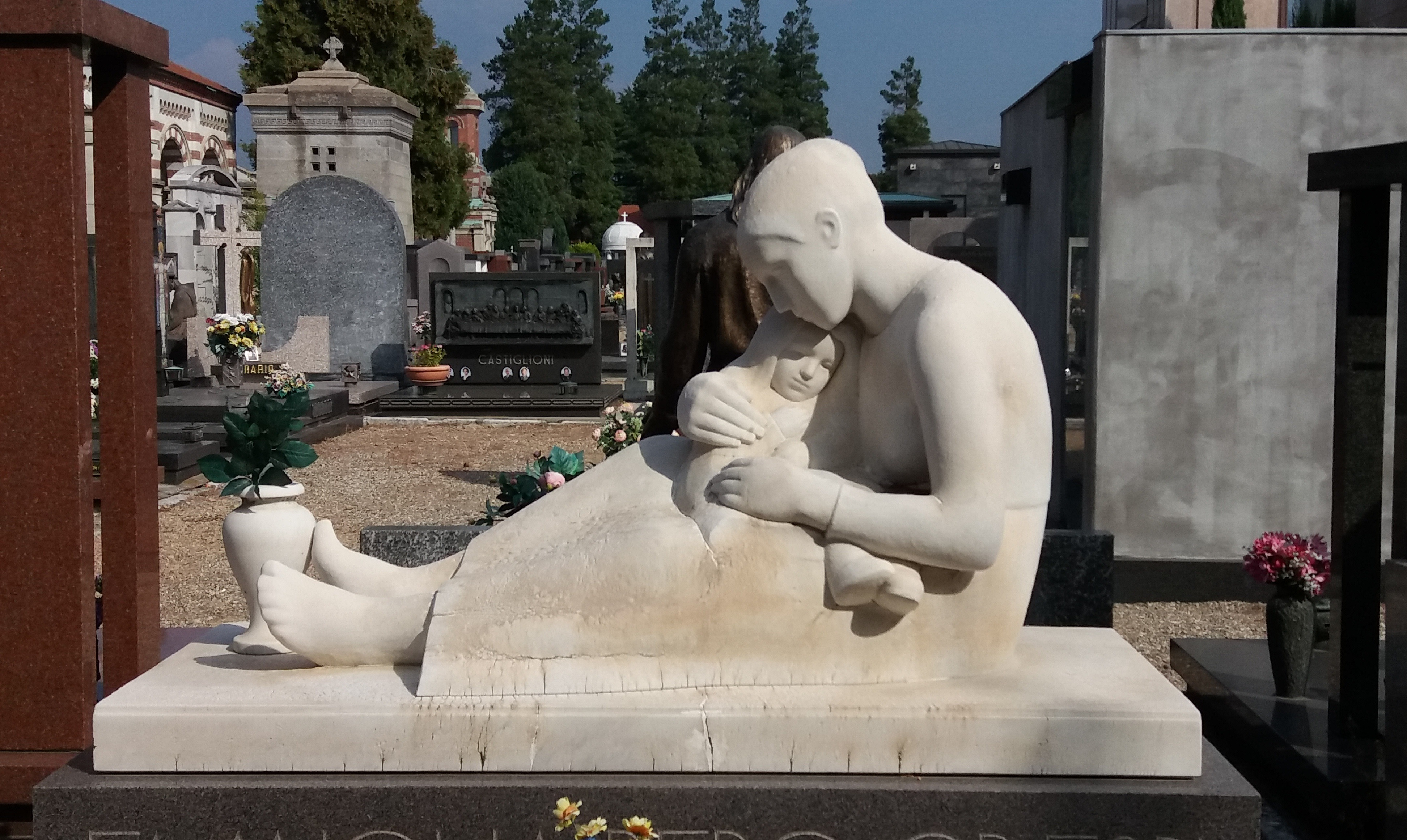
Maternità, opera in marmo di Carrara realizzata nel 1945 per la tomba Crespi presso il cimitero monumentale di Busto Arsizio

Realizza monumenti su commissione pubblica e privata, in particolare, in ambito privato si dedica alla scultura di genere e alla ritrattistica. 
Nel 1931 realizza la figura femminile in bronzo sulla tomba della famiglia Basilico che dà il via alla sua attività per il cimitero di Busto Arsizio; le commissioni si fanno più numerose a partire dalla seconda metà del decennio.
Nel 1936 realizza il Battistero della chiesa di San Domenico in Legnano;

### La stagione del dopoguerra

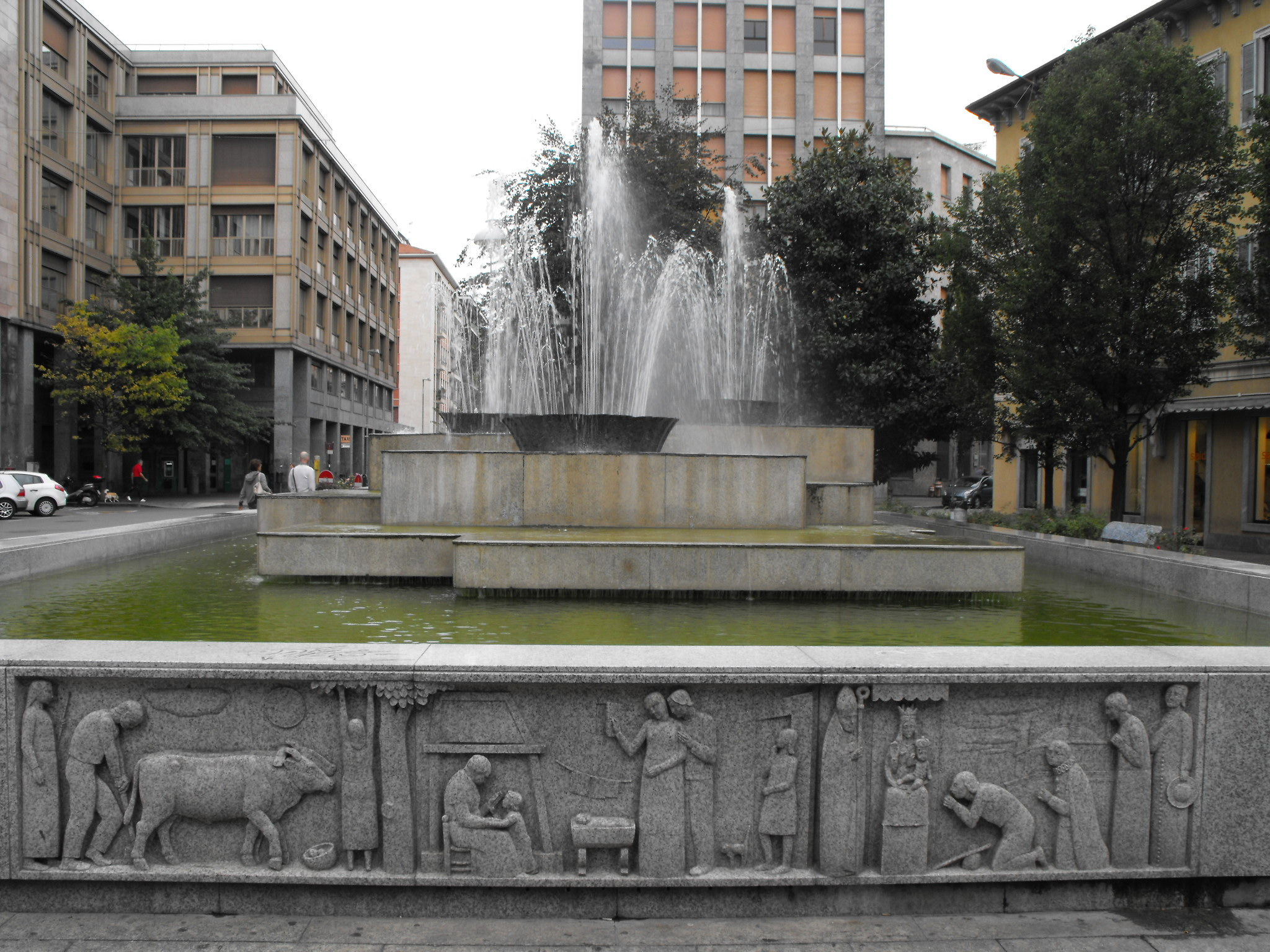
La Fontana del Centenario a Busto Arsizio con scolpite le tre virtù bustocche: lavoro, famiglia e fede

La fase post-bellica si apre nel dicembre del 1945 con una mostra collettiva alla Galleria Italiana d’Arte di Milano. Partecipa a mostre pubbliche e rassegne istituzionali, alle Biennali d'arte sacra di Milano e Novara, al Premio Città di Gallarate, alle Biennali di Milano. 
Tra le sue opere pubbliche si ricordano a Busto Arsizio le colonnine con le effigie della Madonna dell'Aiuto poste ai cinque ingressi della città in occasione dell'anno mariano 1947 e la Fontana del Centenario di Piazza Garibaldi del 1966. Sue opere si trovano anche a Milano, Roma e Gallarate.
Per un quindicennio, dal 1966 fino al 1981, è stato docente di Scultura al Liceo artistico “Paolo Candiani” di Busto Arsizio, ancora attivo in città.
Muore a Busto Arsizio nel 1981.